# Ahelaid
Ahelaid – wyspa w zachodniej Estonii. Wyspa nie jest zamieszkana, ma powierzchnię 17 (inne źródła 25) hektarów i leży na Morzu Bałtyckim na południowy wschód od wyspy Hiuma.